# ナイジェル・ポーレット (第18代ウィンチェスター侯爵)
第18代ウィンチェスター侯爵ナイジェル・ジョージ・ポーレット （英語: Nigel George Paulet, 18th Marquess of Winchester、1941年12月23日 - 2016年4月8日）は、イギリスの貴族。1961年に従兄弟より爵位を継承した。南アフリカ在住。

## 経歴
1941年12月23日にジョージ・セシル・ポーレット（1905–1961）とヘイゼル・マーガレット・ウィーラーの間に生まれる。2人の兄弟がおり、姉にアンジェラ・ジェーン・ポーレット（1939年生まれ）、弟にティモシー・ガイ・ポーレット（1944年生まれ）がいる。 1961年に父親が亡くなった後、母ヘイゼルは翌年にジョージ・メイヤーと再婚している。
ポーレットの曽祖父チャールズ・ポーレット卿(1802–1870)は、第13代ウィンチェスター侯爵の次男にあたる。1968年3月5日に従兄弟の侯爵家当主（第17代ウィンチェスター侯爵）が未婚のまま亡くなると、26歳にしてウィンチェスター侯爵位を継承した。なお、17代侯爵の祖父チャールズ・ウィリアム・ポーレット大佐(1832–1897)は、彼の曽祖父にあたる間柄である。
2016年4月8日、南アフリカハウテン州で死去（74歳没）。その死は2019年まで公表されなかった。長男クリストファーが爵位を継いだ。

## 私生活
1967年11月25日にローズマリー・ヒルトン（Rosemary Hilton）と結婚して、二男一女をもうけた。
- （長男）クリストファー・ジョン・ヒルトン・ポーレット（1969年生）- 第19代ウィンチェスター侯爵。1992年にクリスティン・タウンと結婚、子あり[6]。
  - エマ・ルイーズ・ポーレット（1993年生）
  - マイケル・ジョン・ポーレット（1999年生）- 侯爵位の法定推定相続人。ウィルトシャー伯爵（英語版）（儀礼称号）。
- （次男）リチャード・ジョージ・ポーレット（1971年生）
- （長女）スーザン・ポーレット（1976年生）